# Socialismo agrario
El socialismo agrario es una ideología política que promueve la propiedad social de la producción agraria y agrícola en lugar de la propiedad privada. El socialismo agrario implica la distribución equitativa de tierras agrícolas entre las aldeas campesinas colectivizadas. Muchos movimientos socialistas agrarios han tendido a ser rurales (con énfasis en la descentralización y las formas no estatales de propiedad colectiva), centrados en la zona y tradicionales. Los gobiernos y los partidos políticos que buscan políticas socialistas agrarias han existido en todo el mundo, en regiones como Europa, Asia, América del Norte, América Latina y África.
El socialismo agrario es una ideología política que combina los principios del agrarismo y el socialismo. Persigue la colectivización de las poblaciones rurales en lugar de las políticas agrícolas que promueven la agricultura capitalista. La colectivización agrícola busca contribuir a la eficiencia y la productividad de la agricultura a gran escala, al tiempo que mitiga los problemas relacionados con la falta de tierra o la sobremigración a los distritos urbanos.
El socialismo agrario hace hincapié en el control social, la propiedad y la utilización de los medios de producción (como las granjas) en una sociedad rural. Además, principios como la comunidad, el intercambio y la propiedad local se enfatizan bajo el socialismo agrario. Por ejemplo, en las comunidades rurales de la Rusia postsoviética, "la organización social del trabajo en el hogar campesino se basa en redes muy densas de confianza mutua e interdependencias" que disminuyeron la necesidad de estilos de trabajo de gerente-empleado". La ideología nacionalista también se puede ver junto con la ideología socialista agraria, que a veces sirve como base para las revoluciones lideradas por los campesinos. Por ejemplo, la propaganda nacionalista del incipiente Partido Comunista de China durante la era de la guerra sino-japonesa "protenció la movilización de las masas y ayudó a determinar la forma que tomó esta movilización".